# Georges Bourgeois (poète)
Pour les articles homonymes, voir Bourgeois et Georges Bourgeois.
Georges Bourgeois est un pêcheur et un poète acadien né en 1954 à Grande-Digue, au Nouveau-Brunswick (Canada).

## Biographie
Georges Bourgeois naît en 1954 à Grande-Digue, au Nouveau-Brunswick, où il habite toujours. Il est pêcheur et son bateau s'appelle L'Apollinaire. Citant Louis Aragon, il écrit « pour connaître » et est un poète autodidacte. La mer est au centre de son œuvre. Il utilise astucieusement l'humour dans ses deux premiers recueils, Les îles Fidji dans la baie de Cocagne (1986) et Les Mots sauvages (1994). L'E muet (1998) est toutefois plus introspectif et quelque peu sombre.

### Biographie
- David Lonergan, Paroles d'Acadie : Anthologie de la littérature acadienne (1958-2009), Sudbury, Prise de parole, 2010, 445 p. (ISBN 978-2-89423-256-9), p. 279-284